# Kováts-Martiny Gábor Pál
Kováts-Martiny Gábor Pál (Turopolya, 1782. március 4. – Pozsony, 1845. július 19.) természettudós, fizikus, ágostai evangélikus líceumi tanár.

## Élete
A Nógrád vármegyei Turopolyán született, ahol apja evangélikus lelkész volt, akit azonban már 1783-ban Modorba (Pozsony vármegye) választottak meg lelkésznek és később szuperintendensnek. Kováts-Martiny 11 éves korában a magyar nyelv megtanulása végett Győrbe került, ahol Stelczer és Kis János, a későbbi szuperintendens, voltak tanárai. Két évi itt tartózkodás után visszakerült Modorba, ahol a humaniorákat végezte. 1799-ben a Pozsonyi Evangélikus Líceumba ment, ahol Fábrytól filozófiát, Sabeltól és Bilnitzától matematikát és Stanislaides-től történelmet és teológiát tanult. Ez időben élt Pozsonyban Lumnitzer István híres orvos és füvész, aki a líceum tanuló ifjúságával gyakran tett füvészi kirándulásokat. E kirándulásokban Kováts-Martiny is mindig részt vett és a mester útmutatásai és magyarázatai megkedveltették vele a természettudományokat.
1803-ban Bécsbe ment, ahol kivált a természettudományokat hallgatta két évig. 1805-ben Göttingenben Planktól, Staudliantól és Eichhorntól teológiát, Thibaudtól matematikát, Heyne- és Nitscherlichtől filológiát, Meyertől fizikát, Hardingtól csillagászatot, Blumenbachtól természetrajzot, Herbarttól és Buttertól filozófiát hallgatott és a szünidőkben meglátogatta Németország nevezetesebb városait.
1807-ben visszatért hazájába és a modori gimnáziumhoz választották meg tanárnak és igazgatónak, ahol tíz évig nagy sikerrel működött. 1817-ben a pozsonyi líceumhoz a Fábry István halála után újonnan szervezett mennyiségtan-természetrajzi tanszékre választották meg; a fizikán és matematikán kívül tanított még (latin nyelven) természetrajzot, egyetemes történelmet, héber nyelvet és földrajztudományt. A tanuló ifjúság rendkívül szerette és figyelemmel hallgatta. Az estvéli órákban olykor a lakása mellett elterülő ótemetőbe rendelte tanítványait, ahol messzelátókon mutatta és magyarázta nekik a csillagokat, máskor ismét mértani gyakorlatokat végzett velük a vidéken és a város többi részeiben; tavasszal és nyáron füvészi kirándulásokra vitte őket. Megvetette alapját a líceumi természettani gyűjteménynek, melyben több általa készített természettani eszközt is használtak.
1823-ban részt vett azon nagyszabású földrajzi hosszúság meghatározási műveletekben, melyekkel Buda és München között a földrajzi hosszúságot megállapították. Ennek során Münchenből indultak ki, majd Bécsen át Budáig több helység hosszúság különbségét összemérték, amivel Magyarország térképi fokhálózatát nagy pontossággal sikerült összekapcsolniuk a nyugat-európai kezdő délkörökkel (Párizs, Ferro). Ebben a méréssorozatban Kováts-Martiny volt a pozsonyi mérések elvégzője, majd saját eszközeivel a város földrajzi szélességét is meghatározta. Később Littrow bécsi csillagász felszólítására Kováts-Martiny Pozsony földrajzi helyzetét határozta meg. Ehhez először a hegyek magasságát határozta meg a légnyomás csökkenéséből barométer segítségével, majd megszerkesztett egy részletes magasság-légnyomás táblázatot, hogy a barometrikus magasságmérést egyszerűsítse. Mivel csillagászati megfigyelésekkel is foglalkozott, saját maga készítette ezen célra tükrös távcsöveit, amelyeknek házilag öntötte homorú fémtükrét saját találmányú ötvözetéből. Elsőként egy három láb (kb. 1 méteres), majd egy öt láb hosszú (1,7 méteres) reflektort készített, a sikeres kísérletek után pedig nekilátott egy tíz láb hosszúságú (3,3 méter) tükrös teleszkóp elkészítéséhez. Ez 1825-ben még eléggé nagyméretű műszernek számított. A líceum múltjára vonatkozó adatok összegyűjtésében is nagy szorgalmat fejtett ki.
Kőnyomatú arcképei: rajz. E. Lichtenstern nyom. Pozsonyban 1843., nyom. Rohn és Grund, Pest, 1865. (Pozsony és Környéke c. munkában.)

## Művei
- Programma de latitudine et longitudine geographica, nec non de altitudine supra mare internum l. r. urbe Modrensis breviter desserens. Posonii, 1810. (Ism. Annalen. Wien III. 327. l.)
- Programma, quo omnes scholarum et literarum patronos pro examine aestivo in gymnasio... Uo. 1881.
- Tabulae altitudinum barometriae mensurandarum. Uo. 1819.
- Compendium matheseos purae in usus auditorum suorum classis philosophicae conscripit... Ugyanott, 1822. Négy tábla rajzzal. (Uo. 1823., 1832. 2. kiadás 1835., 3. k. 1840. Öt tábla rajzzal, Uo.)
- Compendium physicae quod in usus auditorum suorum classis philosophicae conscripsit... Uo. 1823. Két tábla rajz, melyeket a szerző maga rajzolt és metszett rézbe. (2. kiadás 1832., 3. k. 1834. Három tábla rajz., 4. újra átdolg. kiadás 1842. Uo.)
- Oeconomiae ruralis compendium, quod in usus auditorum suorum conscripsit. Ugyanott, 1843.